# Lois Maxwellová
Lois Maxwellová (14. února 1927 Kitchener – 29. září 2007 Fremantle, Západní Austrálie) byla kanadská herečka, která se proslavila především svou rolí slečny Moneypenny v sérií filmů o Jamesovi Bondovi.
Maxwellová se jako sekretářka Bondova šéfa „M“ objevila ve čtrnácti filmech. První byl snímek Dr. No v roce 1962, poslední Vyhlídka na vraždu v roce 1985. V roce 1947 byla oceněna Zlatým glóbem za svou roli v komedii That Hagen Girl, kde se v hlavních rolích objevili Ronald Reagan a Shirley Templeová.

## Filmografie
- 2001 – Čtvrtý anděl
- 1998 – Nezapomenutelná láska (TV film)
- 1995 – In Search of James Bond with Jonathan Ross (TV film)
- 1989 – Boj o Grace magazín (TV film)
- 1988 – Martha, Ruth & Edie
Rescue Me (TV film)
- 1985 – The Blue Man (TV film)
Vyhlídka na vraždu
- 1984 – Peep (TV film)
- 1983 – Chobotnička
- 1981 – Invaders from the Deep
Jen pro tvé oči
- 1980 – Mr. Patman
- 1979 – Lost and Found
Moonraker
- 1977 – Věk nevinnosti
Špion, který mě miloval
- 1976 – Sporting Chance
- 1975 – Polibky z Hongkongu
- 1974 – Muž se zlatou zbraní
- 1973 – Žít a nechat zemřít
- 1971 – Diamanty jsou věčné
Endless Night
- 1970 – Adventurers
- 1969 – Adventures in Rainbow Country (TV seriál)
V tajné službě Jejího Veličenstva
- 1967 – OK Connery
Žiješ jenom dvakrát
- 1965 – Thunderball
- 1964 – Goldfinger
- 1963 – Stingray (TV seriál)
Come Fly with Me
Srdečné pozdravy z Ruska
Strašení
- 1962 – Dr. No
Lolita
- 1960 – Unstoppable Man
- 1959 – Face of Fire
- 1957 – Kill Me Tomorrow
Nemilosrdný čas
- 1956 – High Terrace
Satellite in the Sky
- 1955 – Passport to Treason
- 1954 – La Grande speranza
- 1953 – Aida
Women of Twilight
- 1952 – Ha da venì... don Calogero!
Scotland Yard Inspector
Viva il cinema
Woman's Angle
- 1951 – Lebbra bianca
- 1949 – Amori e veleni
Crime Doctor's Diary
Domani è troppo tardi
Kazan
- 1948 – Big Punch
 Corridor of Mirrors
Dark Past
Decision of Christopher Blake
- 1947 – That Hagen Girl
- 1946 – Otázka života a smrti
Mantrap
Women of Twilight